# Свети Николай (Шишенци)
„Свети Николай“ е православна църква в село Шишенци, България, част от Видинската епархия на Българската православна църква.

## История
Църквата е издигната в 1906 година. Зографията в храма е дело на видните дебърски майстори Мелетий Божинов и Кръсто Янков.